# Simone Iacone
Simone Iacone (ur. 8 lutego 1984 roku w Pescarze) – włoski kierowca wyścigowy.

## Kariera
Iacone rozpoczął karierę w wyścigach samochodowych w 2003 roku od startów w Alfa 147 Cup Italy, gdzie siedmiokrotnie stawał na podium. Zdobył tam tytuł mistrza serii. W późniejszych latach Włoch pojawiał się także w stawce European Alfa Challenge, Italian Super Touring Car Championship, World Touring Car Championship, Alpe Adria Clio Cup, Trofeo Castrol SEAT Leon Supercopa, Lamborghini Super Trofeo, Italian GT Championship, Superstars Championship Italy, Superstars International Series oraz Renault Clio Cup Italia.
W World Touring Car Championship Włoch wystartował w trzech wyścigach sezonu 2006. Jednak nie zdobywał punktów. W drugim wyścigu włoskiej rundy uplasował się na jedenastej pozycji, co było jego najlepszym wynikiem w mistrzostwach.